# なぜ、エヴァンズに頼まなかったのか?
『なぜ、エヴァンズに頼まなかったのか?』（なぜ、エヴァンズにたのまなかったのか?、原題：Why Didn't They Ask Evans?）は、1934年にイギリスの小説家アガサ・クリスティが発表した長編推理小説である。
米版のタイトルは「ブーメランの手がかり」という意味の The Boomerang Clue だが、ダイイング・メッセージを起点として一進一退を繰り返すストーリー展開を表しており、作品中にブーメランは登場しない。

## あらすじ
ウェールズの海岸沿いの村、マーチボルドの牧師館に住むボビー・ジョーンズは、トーマス医師とゴルフをしている最中、断崖の先端の地面の割れ目に男が落ちているのを発見する。2人は崖下に降りていくが、男は既に虫の息であった。トーマス医師が応援を求めに村に向い、ボビーが1人になっていたときに男の意識が突然戻り、「なぜ、エヴァンズに頼まなかったのか？」と言い残して死んでしまう。ボビーが男のポケットに入っていた美しい女性の写真を見た後、ロジャー・バッシントン＝フレンチと名乗る男が現れる。ボビーはこの男に後を任せて帰宅する。
翌日、ボビーは、ロンドンからの帰りの汽車の中で、幼なじみのフランシス（フランキー）・ダーウェントと再会する。事件の新聞記事によると、死んだ男はアレックス・プリッチャードという人物で、持っていた写真の女性は妹のケイマン夫人とのことであった。翌日、ボビーは、検死審問でケイマン夫人を見かけるが、写真のチャーミングな美人から変わり果てた中年の姿に失望する。アレックスの死は、事故死と判定される。その後、ボビーは、ケイマン夫人から兄の遺言がなかったかと訊かれる。ボビーは、その場では特に何もなかったと答えるが、後で「なぜエヴァンズに頼まなかったのか？」と言っていたことを思い出し、夫人に手紙で知らせる。
その後、ボビーはブエノス・アイレスから年1千ポンドの仕事の話が舞い込むが断念する。さらに、数日後、ボビーがピクニックで飲んだビールにモルヒネが入っていたが、奇跡的に一命を取り留める。ボビーは、死んだ男のポケットに入っていたケイマン夫人の写真として雑誌に掲載されていたものが自分が見たものとは違うことに気づく。すり替えたのはロジャー・バッシントン＝フレンチに違いない。ケイマン夫妻も事件に関係していることを知る。
ボビーとフランキーは、バッシントン＝フレンチ家がハンプシャーにあるステイヴァリイ村のメロウェイ・コートに所在することを突き止める。フランキーは、屋敷の前でわざと事故を起こし、屋敷に客として潜入する。フランキーは、ロジャーから屋敷の当主でロジャーの兄であるヘンリーがモルヒネ中毒であること、また屋敷の近くにニコルソン博士が経営する病院があり、そこでヘンリーが治療を受けていることを聞く。フランキーは、晩餐の席で崖から落ちて死んだ男の話をして、ヘンリーの妻のシルヴィアに被害者の写真を見せる。すると、彼女は写真の男が末期がんを患って自殺した大富豪ジョン・サヴィッジの友人で、カナダ人探検家のアラン・カーステアーズにそっくりだと言った。
一方、ボビーは、フランキーの運転手のホーキンスと称し、その地区のパブで情報収集する。そこで、ニコルソン博士の病院に身内に見捨てられた患者が監禁されていると聞き、夜中に庭に侵入すると、そこですり替え前の写真で見た美女に出会う。彼女はニコルソン博士の妻モイラであった。モイラは、夫がシルヴィアと結婚したがっていること、自分とヘンリーを殺そうとしていること、そのためにロジャーにヘンリーを入院させようと口説いていることを明かす。ボビーは彼女にアラン・カーステアーズを知っているかと尋ねると、彼女は結婚前から知っており写真をあげたことがあると言う。
そこでモイラとフランキーを引き合わせ、3人でこれまでの情報を確認し合う。ボビーは、崖から落ちて死んだアランを殺したのはロジャーだと推理する。しかし、モイラはたった一度しか会ったことがないロジャーがアランを殺すとは考えられないと答える。一方、フランキーは、ニコルソン博士犯人説を主張する。
3人が別れた後、フランキーはロジャーに出会い、写真のすり替えのことを尋ねる。ロジャーは、見知らぬ男の死体のポケットからモイラの写真がはみ出ているのに気づき、彼女を巻き込まないために写真を抜き取ったのだと言う。また、死体の顔はハンカチで覆われていて見なかったので、アランだとは知らなかったと言う。そして、ニコルソン博士犯人説を主張するフランキーに、ロジャーは虚偽の証言をしたり死んだ男の言葉を執拗に知りたがったケイマン夫妻こそが怪しいと言う。
ロジャーはフランキーの話を聞いてヘンリーの入院を思い直すが、ちょうどそのときシルヴィアがヘンリーに入院を同意させたと知らせにくる。その直後、屋敷の中から銃声が聞こえ、ヘンリーが書斎で拳銃を手に死亡しているのが発見される。
故ジョン・サヴィッジの遺言に興味を持ったフランキーは、ロンドンの弁護士に問い合わせ、カーステアーズも弁護士に相談していたことを知る。サヴィッジは、テンプルトン夫妻の家に滞在していたとき、ある専門医にまったく問題ないと言われたものの、自分がガンであることを確信して自殺したという。そして、遺言で70万ポンドをテンプルトン夫妻に残していた。カーステアーズは、殺された当時夫妻の行方を追っていたのだった。ボビーは誘拐され、フランキーはロジャーに誘われ、同じコテージに連れてこられる。そこにボビーの友人がタイミングよく到着し、家の中で薬漬けにされたモイラを発見する。しかし、警察が到着すると、ロジャーは逃亡してしまう。
ボビーとフランキーは、ジョン・サヴィッジの遺言書署名人のテンプルトン夫妻の元料理人と庭師を探す。テンプルトンは、レオ・ケイマンとしても知られている。遺言書はサヴィッジが亡くなる前夜に作成されており、メイドのグラディスは署名を頼まれなかったことがわかる。当時料理人と庭師はサヴィッジと面識がなかった。グラディスは面識があったので、彼女を避けたということは遺言を書いたのがサヴィッジではなくロジャーだったのではないか。そしてグラディスの姓はエヴァンズであった。
メイドの行方を探すと、彼女は結婚してボビーの家で家政婦をしていることが判明する。カーステアーズは、彼女を見つけようとして近くまで来ていたのだ。ウェールズに戻った2人のもとに、モイラがロジャーに尾行されていると言って助けを求めてくる。しかし、フランキーはモイラが自分のコーヒーに毒を入れようとするのに気づき、モイラこそがテンプルトン夫人でロジャーの共謀者だと気づく。その後、モイラはカフェでフランキーとボビーを撃とうとするが逮捕される。数週間後、フランキーは、南米からロジャーの手紙を受け取る。そこには、カーステアーズ殺害、兄殺害、モイラの過去の犯罪すべてに共謀していたことが記されていた。ボビーとフランキーは互いに愛し合っていることに気づき、婚約する。

## 登場人物
- ボビー・ジョーンズ - 元海軍軍人。
- トーマス・ジョーンズ - ボビイの父。牧師。
- フランシス（フランキー）・ダーウェント - 伯爵令嬢
- マーチントン卿 - フランキーの父。伯爵。
- ヘンリー・バッシントン＝フレンチ - 地方名家の当主。
- シルヴィア・バッシントン＝フレンチ - ヘンリーの妻。
- ロジャー・バッシントン＝フレンチ - ヘンリーの弟。
- アレックス・プリッチャード - 探検家ふうの男。
- アメリヤ・ケイマン - プリッチャードの妹。
- ジョージ・アーバスノット - 医者。フランキーの友人。
- ジャスパー・ニコルソン - 医者。カナダ人。
- モイラ・ニコルソン -  ジャスパーの妻。
- アラン・カーステアーズ - 博物学者。狩猟家。
- ジョン・サヴィッジ - 億万長者。
- スプラッゲ - 弁護士。
- ロバーツ夫人 - ジョーンズ家の家政婦。

## 作品の評価
1930年代のクリスティ作品を高く評価するジュリアン・シモンズは、その時期の代表作として推賞する5作のうちの1作に本作を挙げている。

## 出版
- 1956年5月『別冊宝石』55号「世界探偵小説全集18 アガサ・クリスティ篇（第二集）」 に「大空の死」（小山内徹=訳）、「負け犬」（都筑道夫=訳）、「なぜエヴァンスに頼まなかったんだ？」（平井イサク=訳）を収録。他に江戸川乱歩「クリスチー略伝」、表紙・目次は水田力。

### 一般書
| 出版年         | 書名                                | 出版社     | 文庫名等                           | 訳者     | 巻末                                | ページ数 | ISBNコード        | カバーデザイン                  | 備考 |
| -------------- | ----------------------------------- | ---------- | ---------------------------------- | -------- | ----------------------------------- | -------- | ----------------- | ------------------------------- | ---- |
| 1959年12月15日 | なぜ、エヴァンズに頼まなかったのか? | 早川書房   | ハヤカワ・ポケット・ミステリ526    | 田村隆一 |                                     | 276      |                   |                                 |      |
| 1960年5月6日   | 謎のエヴァンス                      | 東京創元社 | 創元推理文庫 105-18 M-ク-2-6       | 長沼弘毅 | 訳者あとがき                        | 352      | 4488105181        | 装画:ひらいたかこ 装幀:小倉敏夫 |      |
| 1981年12月31日 | なぜ、エヴァンズに頼まなかったのか? | 早川書房   | ハヤカワ・ミステリ文庫1-62 ク-1-62 | 田村隆一 | アガサ・クリスティー 長篇著作リスト | 362      | 4150700621        | 真鍋博                          |      |
| 1989年 2月     | 謎のエヴァンズ殺人事件              | 新潮社     | 新潮文庫 ク-3-15                   | 蕗沢忠枝 | 解説 蕗沢忠枝                       | 254      | 4102135162        | 野中昇                          |      |
| 2004年3月      | なぜ、エヴァンズに頼まなかったのか? | 早川書房   | クリスティー文庫78                 | 田村隆一 | 解説 日下三蔵                       | 463      | 978-4-15-130078-3 | Hayakawa Design                 |      |

### 児童書
| 出版年        | 書名                             | 出版社   | 文庫名等                                   | 訳者       | 巻末        | ページ数 | ISBNコード | カバーデザイン                                      | 備考 |
| ------------- | -------------------------------- | -------- | ------------------------------------------ | ---------- | ----------- | -------- | ---------- | --------------------------------------------------- | ---- |
| 1962年        | 海辺の殺人                       | 金の星社 | 少女・世界推理名作選集8                    | 野長瀬正夫 | 解説 白木茂 | 216      | 4323006985 | イラスト 小林与志                                   |      |
| 1963年        | すりかえられた顔・金の小箱のなぞ | 高文社   | ミステリダイジェストシリーズ :ジュニア版 2 | 福島正実   |             |          |            |                                                     |      |
| 1969年        | すりかえられた顔                 | 偕成社   | 世界探偵名作シリーズ6                      | 福島正実   |             | 208      |            | 装幀: 杉浦範茂、依光隆 カバー絵・扉・挿絵: 小野田俊 |      |
| 1972年        | しろうと探偵危機一髪             | 集英社   | ジュニア版 世界の推理15                    | 小尾芙佐   |             | 219      |            | イラスト:金森達                                     |      |
| 2004年1月25日 | なぜエヴァンズにいわない？       | 偕成社   | 偕成社文庫                                 | 茅野美ど里 |             | 445      | 4036524909 | イラスト:村上かつみ                                 |      |